# Diplusodon candollei
Diplusodon candollei là một loài thực vật có hoa trong họ Lythraceae. Loài này được Pohl ex DC. mô tả khoa học đầu tiên năm 1828.